# Julius-Motteler-Gymnasium Crimmitschau

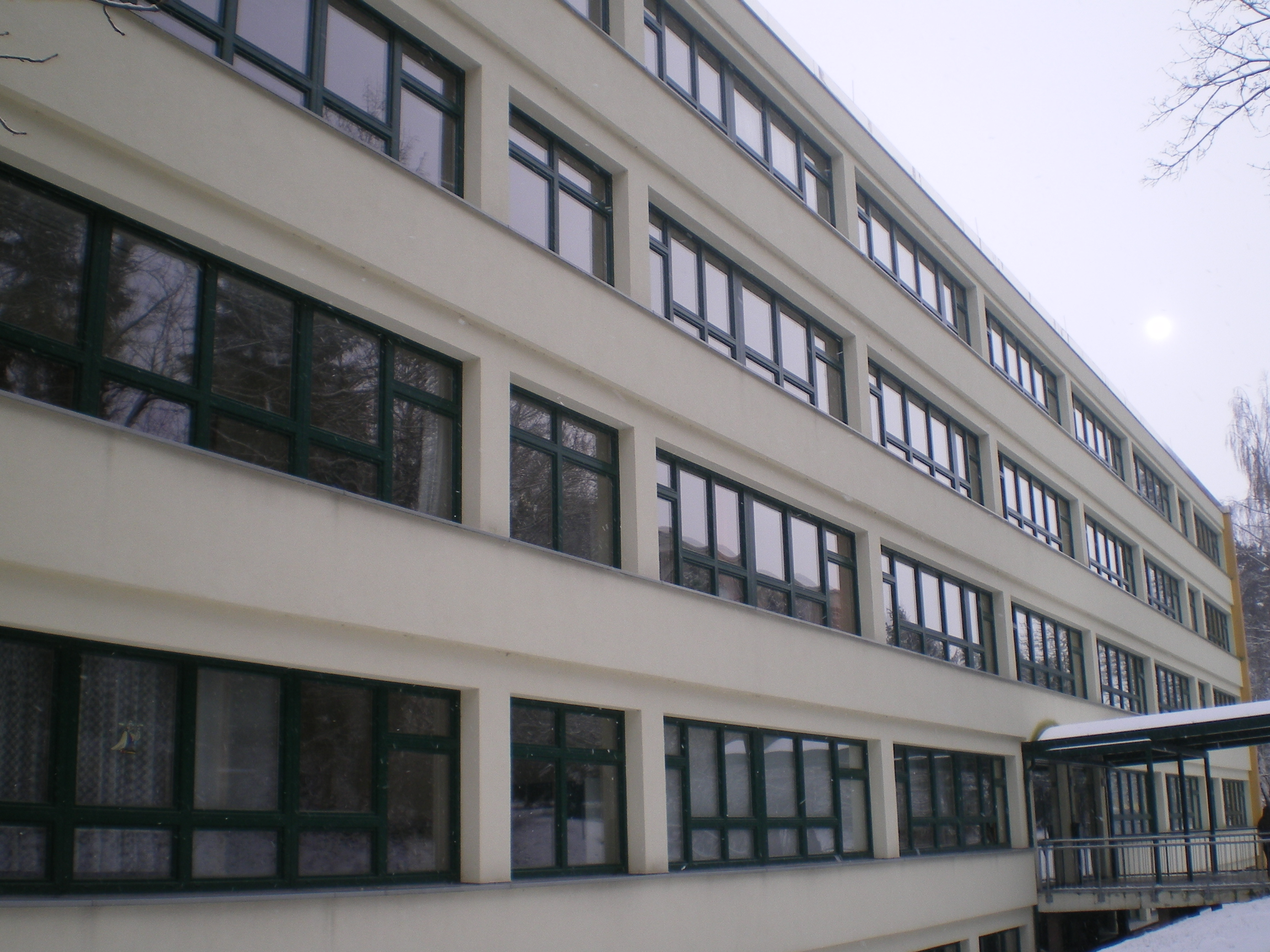
Frontseite Schulteil Westberg, hier sind die Klassen 5 bis 8 untergebracht

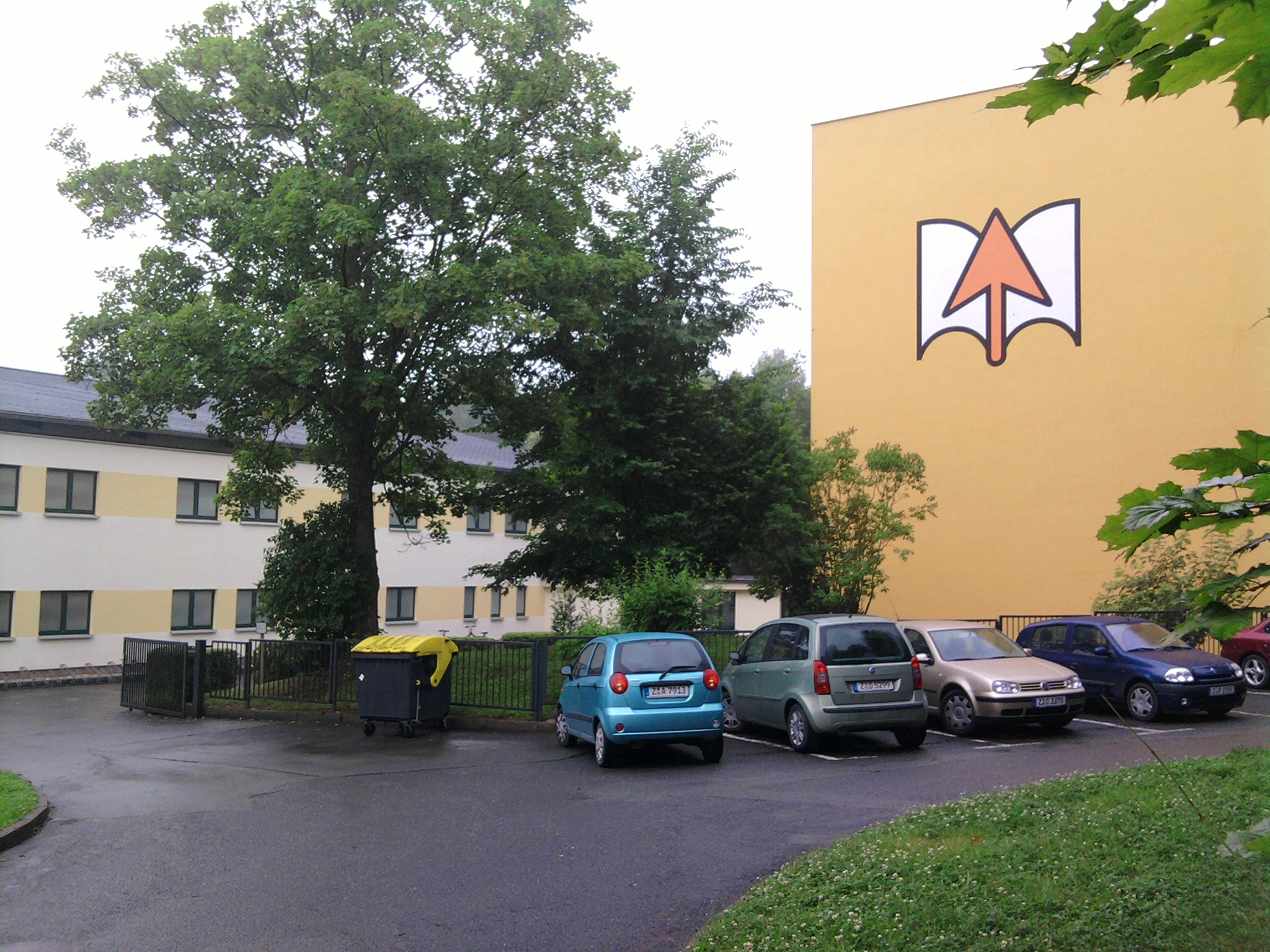
Von der Seite mit Logo und anschließender Turnhalle

Das Julius-Motteler-Gymnasium ist das einzige Gymnasium in der Großen Kreisstadt Crimmitschau mit knapp über 600 Schülern und eines der wenigen sächsischen Gymnasien mit vertiefter mathematisch-naturwissenschaftlicher Ausbildung. Es trägt den Namen  des Politikers Julius Motteler.

## Geschichte
Das Julius-Motteler-Gymnasium wurde am 7. Januar 1868 als Höhere Bürgerschule im Parterre der früheren Kirchenwohnung gegründet und zog Anfang November 1871 in ein eigenes Gebäude neben der Crimmitschauer Laurentiuskirche. Am 30. April 1896 wurde der Grundstein für das aktuelle Haus in der Lindenstraße 6 gelegt.
Mit Wirkung vom 1. März 1916 wurde die Institution zu einem Realgymnasium und einer Realschule umkonzipiert. Erst 1934 erhielt das Schulgebäude durch einen Anbau am Nordgiebel sein heutiges Aussehen. Im selben Jahr legte der wohl bekannteste Schüler Helmut Bräutigam als Jahrgangsbester sein Abitur ab.
Am 14. April 1945 zogen amerikanische Truppen in Crimmitschau ein. Das hatte zur Folge, dass die Schule geschlossen wurde. Erst ab dem 1. Oktober konnte wieder Unterricht gegeben werden, die Schule nannte sich nun Oberschule Crimmitschau. 1955 wurde die Schule zur Mittel- und Oberschule mit der Möglichkeit, die mittlere Reife oder das Abitur abzulegen, umgebildet.
Am 5. Juli 1963 erhielt die Schule den Namen „Julius Motteler“ verliehen. Motteler war Mitte des 19. Jahrhunderts führender Sozialdemokrat und wirkte mehrere Jahre in Crimmitschau. Hier gründete er unter anderem die erste Fabrikarbeitergewerkschaft Deutschlands, sowohl für Männer als auch für Frauen, und die erste sozialdemokratische Tageszeitung Deutschlands.
1982 wurde die Erweiterte Oberschule in eine Polytechnische Oberschule umgewandelt, in der nur noch die Mittlere Reife erworben werden konnte. Schüler, die Abitur ablegen wollten, mussten nach der 10. Klasse an die Erweiterte Oberschule in die Kreisstadt Werdau wechseln oder eine Berufsausbildung mit Abitur absolvieren. Nach der politischen Wende 1989/90 initiierten engagierte Lehrer und Eltern die Wiedereinrichtung des gymnasialen Bildungsweges. Mit Wirkung zum 2. September 1990 öffnete die Erweiterte Oberschule wieder und am 17. Januar 1991 wurde der Schulförderverein gegründet. Seit 1992 ist die Schule wieder Gymnasium.
Mit der Einweihung der Aula am 26. September 2002 wurde eine mehrjährige Sanierung und Modernisierung (als denkmalpflegerische Baumaßnahme) am Haus Lindenstraße abgeschlossen. Am 10. April 2003 beschloss der Kreistag, für das Crimmitschauer Gymnasium ab dem Schuljahr 2004/2005 eine vertiefte mathematisch-naturwissenschaftliche Ausbildung nach Paragraph 4 des Sächsischen Schulgesetzes (sogenannte P-4-Ausbildung) zu beantragen. Das Sächsische Kultusministerium stimmte am 19. November 2004 zu. Am 29. August 2005 begann der mathematisch-naturwissenschaftlich vertiefende Unterricht am Gymnasium für die erste 5. Klasse. Die Schule wurde am 29. Juni 2006 vom Sächsischen Kultusministerium mit dem Titel Schule mit Idee ausgezeichnet.

## Schülerzeitung
Die ehemalige Schülerzeitung Spektakel erhielt 2001 den sächsischen Jugendjournalistenpreis Platz 3 in der Kategorie Gymnasium und ebenfalls Platz 3 für ihren Online-Auftritt.
Beim deutschlandweiten SPIEGEL-Schülerzeitungswettbewerb 2003 erreichte der Online-Auftritt den 8. Platz.
Als Nachfolger erschien an der Schule die virtuelle, über das Internet vertriebene Schülerzeitung JMG-Times. Sie gewann 2009 den sächsischen Jugendjournalistenpreis in der Kategorie Online-Auftritt und wurde 2010 mit dem Gewinn des Schülerzeitungswettbewerbs der Wochenzeitung Die Zeit sogar zur „Besten digitalen Schülerzeitung Deutschlands“. Seit Dezember 2009 erscheinen alle 2 bis 3 Monate auch gedruckte Ausgaben der JMG-Times.

## Schülerradio
Schon im Jahr 2007 kam die Idee auf, über die moderne Sprechfunkanlage der Schule eine Radiosendung zu verbreiten. Doch damals gab es noch Kritik an den Durchführungsversuchen. Von 2009 bis 2012 gab es eine Arbeitsgemeinschaft, die sich mit dem Schulradio befasste. Ab dem 2. Halbjahr 2010 wurde dreimal wöchentlich eine 15-minütige Sendung mit Musik, Nachrichten, Kultur und Tipps von Schülern gestaltet. Im Schuljahr 2010/2011 wurde auch im zweiten Haus gesendet. Hier gestalten Schüler der 6.–8. Klassen zweimal wöchentlich eine Radiosendung, genannt JuMo Channel. Geplant waren vier bis fünf Sendungen pro Woche. Das Schülerradio wurde Mangels Interesse bei den Hörern aber auch bei den Moderatoren aufgegeben.